# 郑义溶
郑义溶（：／ Chung Eui-yong、1946年4月14日—），大韩民国外交官，曾任青瓦臺國家安保室長、韓國外交部長。

## 经历
郑义溶1968年毕业于首尔国立大学，1971年加入外交部。他后来担任大韩民国驻以色列大使（1997-1998）、外交通商部通商交涉本部協調官（1998-2001，次長級）和大韩民国常驻联合国兼日內瓦代表部大使（2001-2004）。
2017年5月20日，文在寅总统任命他为国家安保室长。

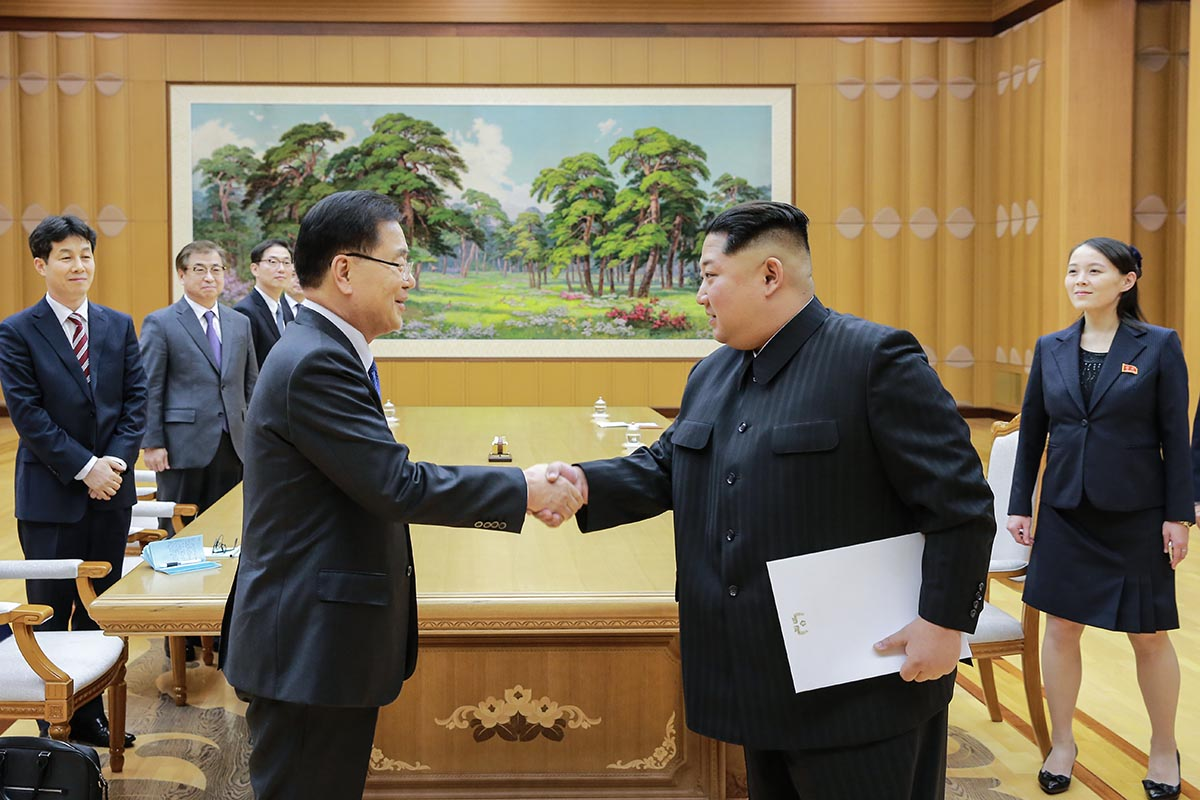
郑义溶和朝鲜领导人金正恩在平壤会面（2018年3月5日）

2021年1月，文在寅提名郑义溶为外交部长。

## 荣誉

### 韩国勋章奖章
- 黄条勤政勋章（2004年9月30日[2] ）